# Ghale-je Zorati
Ghale-je Zorati (perski: قلعه ذراتي) – wieś w zachodnim Iranie, w ostanie Hamadan. W 2006 roku miejscowość liczyła 104 osoby w 28 rodzinach.